# Terre de Torell
La Terre de Torell est un territoire norvégien situé au sud du Spitzberg au Svalbard. Il est délimité au nord par la Terre de Nathorst, à l'est par le Storfjorden, et à l'ouest par le Van Keulenfjorden et la Terre de Wedel Jarlsberg. 
La Terre de Torell est principalement recouverte de glace, avec de grands glaciers au sud du Van Keulenfjorden, et des pics avoisinant les 1 100 mètres. Le glacier Hornbreen recouvre complètement le passage entre la Terre de Torell et celle de Sørkapp coupant ainsi le Spitzberg en deux.
La majeure partie de la Terre de Torell est située dans Parc national de Sør-Spitsbergen, seule une bande de quelques kilomètres, tout au nord, ne fait pas partie du parc national.
La terre est nommée d'après le géologue et glaciologue suédois Otto Torell (1828-1900) qui a mené des expéditions au Spitzberg en 1858 et 1861.